# Fußball-Bundesliga/Rekorde/1. FC Nürnberg
Der Artikel Fußball-Bundesliga/Rekorde/1. FC Nürnberg listet die vereinsspezifischen Rekorde des 1. FC Nürnberg auf, die mit Bezug auf die Zugehörigkeit zur deutschen Fußball-Bundesliga gehalten werden.
Der Verein ist aktuell kein Bundesligist (Stand: Saison 2025/26).
Siehe auch: 

## Vorbemerkung
Es besteht eine Unterteilung zwischen Positiv- und Negativrekorden sowie vereinsinternen Bestmarken. Weitere Rekorde, die dem Verein nicht zuzuordnen sind, werden im Hauptartikel unter „Allgemein“ gelistet. Dort bestehen zudem die Rubriken „Trainerspezifische Rekorde“, „Schiedsrichterspezifische Rekorde“ sowie „Sonstige Rekorde“. Es besteht außerdem die Möglichkeit „In nächster Zeit möglicherweise fallende Bestmarken“ im unteren Bereich der Hauptseite festzuhalten, bzw. die neuen Rekorde an die passenden Stellen einzusortieren. Wenn möglich, wird zu einem Positivrekord auch der Negativrekord als Gegenstück gelistet (und andersrum). Die Liste erhebt keinen Anspruch auf Vollständigkeit.

## 1. FC Nürnberg
Aktuelle Platzierung in der Ewigen Tabelle der Fußball-Bundesliga: Platz 15 von 58 (Stand: 34. Spieltag 2024/25)

### Positivrekorde
- meiste Bundesliga-Aufstiege: 8 (gemeinsam mit Arminia Bielefeld)[2][3]
  - 1978
  - 1980
  - 1985
  - 1998
  - 2001
  - 2004
  - 2009
  - 2018
- kürzester Zeitraum, der für einen Spieler zwischen dem letzten Spiel für seinen Verein und dem ersten Spiel gegen seinen ehemaligen Verein lag: 11 Tage (Werner Dreßel spielte am 15. August 1981 für den Hamburger SV beim 1:1-Unentschieden beim 1. FC Kaiserslautern, ehe er nach seinem Wechsel zum 1. FC Nürnberg, nur 11 Tage später, am 26. August 1981, bei der 0:3-Niederlage gegen den HSV antrat.)[4][5][6][7]

### Negativrekorde
- einziger Verein, der als amtierender Meister in der Folgesaison abstieg: 1968/69[8]
- meiste Bundesliga-Abstiege: 9[2][3]
  - 1969 (als einziger amtierender Meister)
  - 1979
  - 1984
  - 1994
  - 1999
  - 2003
  - 2008
  - 2014
  - 2019
- Verein, der mindestens einmal Deutscher Meister wurde, der das schlechteste Torverhältnis in der Ewigen Tabelle aufweist: 1428:1794 (-366) (Platz 14, nur 3 der 13 bisherigen Meister weisen ein negatives Torverhältnis aus, Stand: Saisonende 2023/24)[1][9]
- einzige Mannschaft mit kompletter Saison ohne Auswärtspunkt (1983/84)[10]
- erster Cheftrainer, der entlassen wurde: Herbert Widmayer (am 30. Oktober 1963)[11]
- siehe auch unter Sonstige Rekorde

### Vereinsintern
- Rekordspieler: Thomas Brunner (328 Einsätze)[12]
- Rekordtorhüter: Andreas Köpke (280 Einsätze)[12]
- Rekordtorschütze: Heinz Strehl (76 Tore)[13]
- jüngster Spieler: Christian Wück (17 Jahre, 4 Monate und 11 Tage, bei der 0:4-Niederlage gegen den 1. FC Köln, am 20. Oktober 1990)[14]
- ältester Spieler: Manfred Müller (39 Jahre, 3 Monate und 4 Tage)[14]
- Trainer mit den meisten Niederlagen in Folge: 11 (Heinz Höher, Stand: Saisonende 2023/24)[15]